# FC Petrolul Ploieşti
El FC Petrolul Ploieşti és un club de futbol de la ciutat de Ploieşti, a Romania

## Història
El club va ser fundat a la ciutat de Bucarest el 1924 amb el nom de Juventus Bucureşti, per la fusió dels clubs Triumf Bucureşti i Romcomit Bucureşti, el darrer era el club del Banc del Comerç Romano-Italià. El 1952 es traslladà a la ciutat de Ploieşti i es fusionà amb el Partizanul Ploieşti. L'any 2003 es fusionà amb el club Astra Ploieşti.

### Evolució del nom[1]
| Any(s)      | Nom                     |
| ----------- | ----------------------- |
| 1924 - 1947 | Juventus Bucureşti      |
| 1947 - 1948 | Distributia Bucureşti   |
| 1948 - 1949 | Petrolul Bucureşti      |
| 1949        | Competrol Bucureşti     |
| 1950        | Partizanul Bucureşti    |
| 1951        | Flacara Bucureşti       |
| 1952 - 1956 | Flacara Ploieşti        |
| 1956 - 1957 | Energia Ploieşti        |
| 1957 - 1992 | FC Petrolul Ploieşti    |
| 1992 - 1993 | FC Ploieşti             |
| 1993 - 2003 | FC Petrolul Ploieşti    |
| 2003        | Petrolul Astra Ploieşti |
| 2003 - 2005 | Petrolul Ploieşti       |